# دم‌بادبزنی سیاه
دم‌بادبزنی سیاه (نام علمی: Rhipidura atra) نام یک گونه از سرده دم‌بادبزنی است.